# Balaur bondoc
Balaur bondoc (podle rumunského myt. draka) byl druh menšího teropodního dinosaura z čeledi Dromaeosauridae. Žil v období svrchní křídy (asi před 70 miliony let) na území dnešního Rumunska (ostrov Haţeg).

## Historie
Jediný známý exemplář představuje neúplná kostra, jejímž nápadným znakem jsou mohutné kratší končetiny, robustnější než u ostatních dromeosauridů (odtud druhový název B. bondoc, znamenající v rumunštině "tlustý, podsaditý"). Druh B. bondoc byl popsán rumunskými a americkými paleontology v roce 2010. Výzkum nově objevených fosilií z roku 2019 ukazuje, že tento teropod mohl být ve skutečnosti blízce příbuzný praptákovi rodu Gargantuavis, do té doby známým jen z území současné Francie.

## Popis
Nejnápadnějším znakem tohoto asi 2 až 2,5 metru dlouhého a kolem 15 kg vážícího predátora je přítomnost dvou "srpovitých" drápů na každé jeho dolní končetině; ostatní dromeosauridi měli na každé pouze jeden. Může však jít také o jakousi patologii nebo posmrtné ohnutí druhého prstu. Přední končetiny byly poměrně redukované, i když ne přímo zakrnělé. Zadní nohy byly silné a sloužily spíše ke skoku než běhu. Je pravděpodobné, že Balaur byl dominantním predátorem svého ekosystému a lovil i větší živočichy, než byl sám. Není však jisté, zda žil podobně jako jeho mongolský příbuzný Velociraptor v malých smečkách.

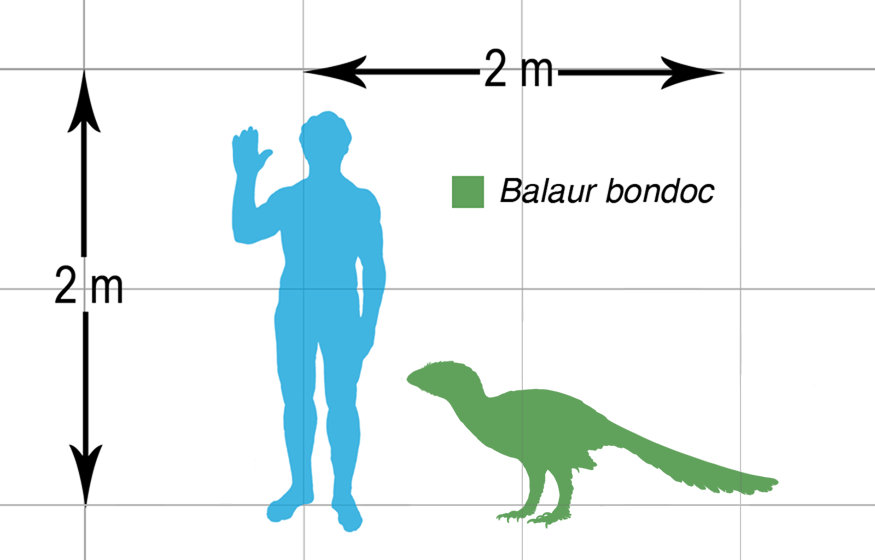
Balaur bondoc v porovnání s člověkem